# Премія трьох фізиків
Пре́мія трьох фі́зиків (фр. Prix des trois physiciens, англ. Three Physicists Prize) — щорічна наукова нагорода, якою Вища нормальна школа (ENS) у Парижі та Фундація Ежена Блоха відзначають фізиків-науковців за значний внесок у фізику. Нагорода отримала назву на вшанування пам'яті про фізиків Анрі Абрагама (1868–1943), Ежена Блоха (1878–1944) та Жоржа Брюа (1887–1945), які були у відповідні періоди директорами лабораторії фізики у Вищій нормальній школі і всі вони були вбиті в нацистських концтаборах між 1943 і 1945 роками. Премія була заснована вдовою Е. Блоха.

## Лауреати нагороди
- 1951 Жан Кабанн[en]
- 1952 Моріс Баєн[fr]
- 1953 Гюстав Рібо[fr]
- 1954 Моріс Понте[fr]
- 1955 не присуджували
- 1956 Невілл Френсіс Мотт
- 1957 Гендрік Казімір
- 1958 Роберт Оппенгеймер
- 1959 Андре-Луї Данжон
- 1960 Гастон Дюпуї[fr]
- 1961 Макс Моран[fr]
- 1962 Жан Вайгль[en]
- 1963 Луї Неель
- 1964 Андре Лальман
- 1965 Альфред Кастлер
- 1966 Френсіс Перрен[en]
- 1967 П'єр Віктор Оже
- 1968  Жан-Франсуа Деніс[en]
- 1969 Жан-Клод Пекер
- 1970 Альберт Кіррманн[fr]
- 1971 Жан Кулон[en]
- 1972 Андре Гіньє[en]
- 1973 П'єр Гріве[fr]
- 1974 Жан Рьош[fr]
- 1975 Жан Броссель[en]
- 1976 П’єр Жакіно[en]
- 1977 Андре Мерешаль[en]
- 1978 Марсель Руо (фр. Marcel Rouault)
- 1979 Мішель Сутіф[en]
- 1980 Робер Клапіш[en]
- 1981 Еврі Шацман[en]
- 1982 Філіпп Нозьєр[en]
- 1983 Бернар Каньяк[fr]
- 1984 Раймон Кастейн[en]
- 1985 Сільвен Ліберман[en]
- 1986 Клод Коен-Таннуджі
- 1987 Жак Фрідель
- 1988 Філіпп Меєр[fr]
- 1989 Едуард Брезен[en]
- 1990 Клод Бушья[en]
- 1991 Жульєн Бок[fr]
- 1992 Мішель Дав’є[en]
- 1993 Жан-Луї Штайнберг[en]
- 1994 Жак Дюпон-Рок (фр. Jacques Dupont-Roc)
- 1995 Бернар Янковічі[de]
- 1996 Жан-Клод Ле Гійо (фр. Jean-Claude Le Guillou)
- 1997 Клер Луйє (фр. Claire Lhuillier)
- 1998 Альбер Лібгабер[en]
- 1999 Клодетт Ріго (фр. Claudette Rigaux)
- 2000 Франк Лалое (фр. Franck Laloë)
- 2001 Джеральд Бастард[en]
- 2002 Вальтер Кон
- 2003 П'єр Енкреназ[en]
- 2004 Крістоф Саломон[en]
- 2005 Андре Нево[en]
- 2006 Ів Кудер[fr]
- 2007 Себастьєн Балібар[en]
- 2008 Стефан Фов[en]
- 2009 Жан-Лу Пюже
- 2010 Жпн Далібар[en]
- 2011 Джорджо Паризі
- 2012 Франсуаза Комб[en]
- 2013 Іоанніс Іліопулос[en][2]
- 2014 Франсуа Бірабен[de]
- 2015 Бернар Дерріда[en]
- 2016 Вінсент Крокетт[fr][3]
- 2017 Мішель Брюне[de][4]
- 2018 Едіт Фальгароне (фр. Edith Falgarone)[5]
- 2019 Вінсент Хакім[de][6]
- 2020 Бернар Пласе[fr][7]
- 2021 Марк Мезар[en][7]
- 2022 Фредерік Шеві фр. Frédéric Chevy[7]
- 2023 не присуджували
- 2024 Ів Помо[en][8]